# Campionati europei di corsa campestre 2010
Il XVII Campionato europeo di corsa campestre si è disputato ad Albufeira, in Portogallo, il 12 dicembre 2010. Il titolo maschile è stato vinto da Serhiy Lebid mentre quello femminile da Jéssica Augusto.

## Risultati
I risultati del campionato sono stati:

### Individuale (uomini senior)
| Pos. | Atleta            | Nazione    | Tempo (m's") |
| ---- | ----------------- | ---------- | ------------ |
|      | Serhiy Lebid      | Ucraina    | 29'15"       |
|      | Ayad Lamdassem    | Spagna     | 29'18"       |
|      | Yousef El Kalai   | Portogallo | 29'19"       |
| 4    | Abdellatif Meftah | Francia    | 29'21"       |
| 5    | Morhad Amdouni    | Francia    | 29'21"       |
| 6    | Andrea Lalli      | Italia     | 29'28"       |
| 7    | Eduardo Mbengani  | Portogallo | 29'29"       |
| 8    | Rui Pedro Silva   | Portogallo | 29'32"       |
| 9    | Jesús España      | Spagna     | 29'32"       |
| 10   | Mokhtar Benhari   | Francia    | 29'34"       |
| 11   | Yevgeniy Rybakov  | Russia     | 29'35"       |
| 12   | Steffen Uliczka   | Germania   | 29'36"       |

### Squadre (uomini senior)
| Pos. | Atleta                                                         | Punti |
| ---- | -------------------------------------------------------------- | ----- |
|      | Francia Meftah Amdouni Benhari Driss El Himer                  | 33    |
|      | Portogallo El Kalai Mbengani Rui Pedro Silva Rui Silva         | 35    |
|      | Spagna Lamdassem España Ricardo Serrano Francisco Javier López | 58    |
| 4    | Italia                                                         | 96    |
| 5    | Gran Bretagna                                                  | 99    |
| 6    | Russia                                                         | 106   |
| 7    | Irlanda                                                        | 142   |
| 8    | Danimarca                                                      | 181   |

### Individuale (donne senior)
| Pos. | Atleta                | Nazione       | Tempo (m's") |
| ---- | --------------------- | ------------- | ------------ |
|      | Jéssica Augusto       | Portogallo    | 26'52"       |
|      | Binnaz Uslu           | Turchia       | 26'57"       |
|      | Ana Dulce Félix       | Portogallo    | 26'59"       |
| 4    | Fionnuala Britton     | Irlanda       | 26'59"       |
| 5    | Tetyana Holovchenko   | Ucraina       | 27'04"       |
| 6    | Marisa Barros         | Portogallo    | 27'06"       |
| 7    | Hatti Dean            | Gran Bretagna | 27'08"       |
| 8    | Alessandra Aguilar    | Spagna        | 27'09"       |
| 9    | Sara Moreira          | Portogallo    | 27'26"       |
| 10   | Ana Dias              | Portogallo    | 27'27"       |
| 11   | Fatiha Klilech-Fauvel | Francia       | 27'27"       |
| 12   | Maria Sig Møller      | Danimarca     | 27'31"       |

### Squadre (donne senior)
| Pos. | Atleta                                                          | Punti |
| ---- | --------------------------------------------------------------- | ----- |
|      | Portogallo Augusto Félix Barros Moreira                         | 19    |
|      | Gran Bretagna Dean Louise Damen Stephanie Twell Helen Clitheroe | 65    |
|      | Spagna Aguilar Diana Martín Nuria Fernández Irene Pelayo        | 72    |
| 4    | Francia                                                         | 79    |
| 5    | Russia                                                          | 101   |
| 6    | Irlanda                                                         | 132   |
| 7    | Italia                                                          | 147   |

### Individuale (uomini under 23)
| Pos. | Atleta           | Nazione       | Tempo (m's") |
| ---- | ---------------- | ------------- | ------------ |
|      | Hassan Chahdi    | Francia       | 24'11"       |
|      | Florian Carvalho | Francia       | 24'14"       |
|      | Yegor Nikolayev  | Russia        | 24'15"       |
| 4    | Jeroen d'Hoedt   | Belgio        | 24'23"       |
| 5    | Ricardo Mateus   | Portogallo    | 24'25"       |
| 6    | Siarhei Platonau | Bielorussia   | 24'28"       |
| 7    | Tiago Costa      | Portogallo    | 24'32"       |
| 8    | Sindre Buraas    | Norvegia      | 24'34"       |
| 9    | Ricky Stevenson  | Gran Bretagna | 24'34"       |
| 10   | Florian Orth     | Germania      | 24'44"       |
| 11   | David McCarthy   | Irlanda       | 24'46"       |
| 12   | Sebastián Martos | Spagna        | 24'47"       |

### Squadre (uomini under 23)
| Pos. | Atleta                                                        | Punti |
| ---- | ------------------------------------------------------------- | ----- |
|      | Irlanda McCarthy Brendan O'Neill Michael Mulhare David Rooney | 60    |
|      | Francia Chahdi Carvalho Abdelatif Hadjam Etienne Diemunsch    | 78    |
|      | Spagna Martos Antonia Abadía Javier García Víctor Corrales    | 79    |
| 4    | Gran Bretagna                                                 | 104   |
| 5    | Norvegia                                                      | 112   |
| 6    | Belgio                                                        | 114   |
| 7    | Portogallo                                                    | 133   |
| 8    | Germania                                                      | 134   |

### Individuale (donne under 23)
| Pos. | Atleta                | Nazione       | Tempo (m's") |
| ---- | --------------------- | ------------- | ------------ |
|      | Meryem Erdoğan        | Turchia       | 20'08"       |
|      | Cristina Jordán       | Spagna        | 20'17"       |
|      | Emma Pallant          | Gran Bretagna | 20'28"       |
| 4    | Ganna Nosenko         | Ucraina       | 20'36"       |
| 5    | Roxana Birca          | Romania       | 20'39"       |
| 6    | Sandra Eriksson       | Finlandia     | 20'41"       |
| 7    | Nathalie Gray         | Gran Bretagna | 20'43"       |
| 8    | Viktoriya Pogorielska | Ucraina       | 20'46"       |
| 9    | Yektarina Gorbunova   | Russia        | 20'46"       |
| 10   | Lucie Sekanová        | Rep. Ceca     | 20'47"       |
| 11   | Patricia Laubertie    | Francia       | 20'47"       |
| 12   | Natalya Vlasova       | Russia        | 20'47"       |

### Squadre (donne under 23)
| Pos. | Atleta                                                      | Punti |
| ---- | ----------------------------------------------------------- | ----- |
|      | Gran Bretagna Pallant Gray Emily Pidgeon Sarah Waldron      | 47    |
|      | Russia Gorbunova Vlasova Lyudmila Lebedeva Alfiya Khasanova | 49    |
|      | Ucraina Nosenko Pogorielska Olga Skrypak Lyudmyla Kovalenko | 65    |
| 4    | Spagna                                                      | 94    |
| 5    | Germania                                                    | 107   |
| 6    | Portogallo                                                  | 117   |
| 7    | Francia                                                     | 118   |
| 8    | Polonia                                                     | 194   |

### Individuale (uomini junior)
| Pos. | Atleta                 | Nazione       | Tempo (m's") |
| ---- | ---------------------- | ------------- | ------------ |
|      | Abdelaziz Merzougui    | Spagna        | 18'07"       |
|      | Nemanja Cerovac        | Serbia        | 18'07"       |
|      | Rui Pinto              | Portogallo    | 18'09"       |
| 4    | Ivan Strebkov          | Ucraina       | 18'09"       |
| 5    | Sondre Nordstad Moen   | Norvegia      | 18'16"       |
| 6    | Andrey Rusakov         | Russia        | 18'18"       |
| 7    | Jesper van der Wielen  | Paesi Bassi   | 18'19"       |
| 8    | Sándor Szábo           | Ungheria      | 18'23"       |
| 9    | Marek Kowalski         | Polonia       | 18'25"       |
| 10   | Ryan Saunders          | Gran Bretagna | 18'27"       |
| 11   | Romain Collenot-Spriet | Francia       | 18'31"       |
| 12   | Shane Quinn            | Irlanda       | 18'31"       |

### Squadre (uomini junior)
| Pos. | Atleta                                                               | Punti |
| ---- | -------------------------------------------------------------------- | ----- |
|      | Gran Bretagna Ryan Saunders Jonathan Hay John McDonnell Andrew Combs | 62    |
|      | Portogallo Pinto Emanuel Rolim José Costa Nuno Santos                | 74    |
|      | Russia Rusakov Victor Saenko Ilgizar Safiulin Nikolai Lialikov       | 85    |
| 4    | Francia                                                              | 88    |
| 5    | Irlanda                                                              | 120   |
| 6    | Ucraina                                                              | 130   |
| 7    | Spagna                                                               | 145   |
| 8    | Belgio                                                               | 155   |

### Individuale (donne junior)
| Pos. | Atleta               | Nazione       | Tempo (m's") |
| ---- | -------------------- | ------------- | ------------ |
|      | Charlotte Purdue     | Gran Bretagna | 12'42"       |
|      | Amela Terzić         | Serbia        | 12'59"       |
|      | Emelia Gorecka       | Gran Bretagna | 13'00"       |
| 4    | Gulshat Fazlitdinova | Russia        | 13'03"       |
| 5    | Corrina Harrer       | Germania      | 13'08"       |
| 6    | Zenobie Vangansbeke  | Belgio        | 13'09"       |
| 7    | Ciara Mageean        | Irlanda       | 13'16"       |
| 8    | Ioana Doaga          | Romania       | 13'18"       |
| 9    | Lily Partridge       | Gran Bretagna | 13'19"       |
| 10   | Annabel Gummow       | Gran Bretagna | 13'19"       |
| 11   | Gesa Krause          | Germania      | 13'22"       |
| 12   | Kate Avery           | Gran Bretagna | 13'24"       |

### Squadre (donne junior)
| Pos. | Atleta                                                        | Punti |
| ---- | ------------------------------------------------------------- | ----- |
|      | Gran Bretagna Purdue Gorecka Partridge Gummow                 | 23    |
|      | Germania Harrer Krause Maya Rehberg Jannika John              | 53    |
|      | Romania Doaga Mirela Lavric Anca Maria Bunea Dana Elena Login | 64    |
| 4    | Turchia                                                       | 99    |
| 5    | Belgio                                                        | 103   |
| 6    | Italia                                                        | 128   |
| 7    | Spagna                                                        | 149   |
| 8    | Portogallo                                                    | 165   |

## Medagliere
Legenda
     Paese ospitante
| Posizione | Paese         | Oro | Argento | Bronzo | Totale |
| --------- | ------------- | --- | ------- | ------ | ------ |
| 1         | Gran Bretagna | 4   | 1       | 2      | 7      |
| 2         | Portogallo    | 2   | 2       | 3      | 7      |
| 3         | Francia       | 2   | 2       | 0      | 4      |
| 4         | Spagna        | 1   | 2       | 3      | 6      |
| 5         | Turchia       | 1   | 1       | 0      | 2      |
| 6         | Ucraina       | 1   | 0       | 1      | 2      |
| 7         | Irlanda       | 1   | 0       | 0      | 1      |
| 8         | Serbia        | 0   | 2       | 0      | 2      |
| 9         | Russia        | 0   | 1       | 2      | 3      |
| 10        | Germania      | 0   | 1       | 0      | 1      |
| 11        | Romania       | 0   | 0       | 1      | 1      |
| Totale    | Totale        | 12  | 12      | 12     | 36     |